# Owen Harris
Owen Harris é um cineasta britânico.